# One-Punch Man: A Hero Nobody Knows
One-Punch Man: A Hero Nobody Knows (рус. Ванпанчмен: Герой которого никто не знает) — видеоигра в жанре файтинг, разработанная японской игровой компанией Spike Chunsoft, издана Bandai Namco Games и Bandai Namco Entertainment. Игра основана на манге Ванпанчмен, релиз состоялся 28 февраля 2020 года на PlayStation 4, Xbox One и Windows.

## Игровой процесс
3D файтинг во многопользовательском режиме игроки создают команду из трёх персонажей из вселенной Ванпанчмена и сражаются друг с другом на закрытой или открытой арене. В игре присутствует уникальная механика «Помощь героя», приходящего на помощь к главному герою, также как и к противнику. Как и в манге и аниме, Сайтаму неспособен победить никто, так как он настолько силён, что способен победить любого персонажа одним ударом. Однако, если он был выбран игроком, Сайтама как и в манге и аниме всегда будет опаздывать на бой, и поэтому в самом начале он недоступен, во время первого боя необходимо продержаться некоторое время пока он не доберётся до места битвы и не спасёт главного героя. Успешные комбо-удары приёмы и техники ускоряют прибытие на помощь героя. Если будут сражаться два Сайтамы, они могут нанести друг другу урон, но не умрут. Если Сайтама был побеждён (это возможно если его победит другой Сайтама), тогда он просто убегает. В игре также есть специальная версия Сайтамы — Dream Version.

## Оценки и критика
| Сводный рейтинг    | Сводный рейтинг          |
| Агрегатор          | Оценка                   |
| ------------------ | ------------------------ |
| Metacritic         | PS4: 59/100 XONE: 60/100 |
| Иноязычные издания |                          |
| Издание            | Оценка                   |
| IGN                | 6/10                     |
| Push Square        | 6/10                     |
| Shacknews          | 6/10                     |

Игра получила смешанные отзывы от критиков.

## Персонажи
- Атомный Самурай
- Борос
- Асура Кабуто
- Ребёнок-Император
- Крабланте
- Героический костюм
- Глубоководный Король
- Гароу (DLC)
- Генос
- Милая Маска
- Фубуки (Адская Метель)
- Макс-Молния (DLC)
- Мельзаргард
- Стальная Бита
- Металлический Рыцарь
- Девушка-Москит
- Бесправный Ездок
- Гомо-Гомо Зек
- Сайтама
- Сайтама (Dream Version)
- Серебряный Клык
- Снек (Змеиный кулак)
- Сверхзвуковой Соник
- Ус-Пружина
- Стингер
- Суирью (DLC)
- Чёрная дыра В Майке
- Мастер В Майке
- Тигр В Майке
- Торнадо Тацумаки
- Вакцинамэн
- Сторожевой Пёс (DLC)

Неиграбельные персонажи
- Кинг
- Земляной Дракон
- Качок
- Гельганшп
- Молотоглав
- Мальчик с раздвоенным подбородком
- Лектор
- Тренировочный Мостр-бот